# ماني ماتوس
ماني ماتوس (بالإنجليزية: Manny Matos)‏ (9 مايو 1953 بمينيولا في الولايات المتحدة - ) هو لاعب كرة قدم أمريكي في مركز الوسط. لعب مع Buffalo Stallions ‏ ولوس أنجلوس سكايهوكس ‏ وسياتل ساوندرز.